# General Treviño (municipalité)
 (septembre 2015).
Le contenu est difficilement compréhensible vu les erreurs de traduction, qui sont peut-être dues à l'utilisation d'un logiciel de traduction automatique.
General Treviño est une municipalité mexicaine de 1800 habitants située dans le Nuevo Leon. 

## Histoire
Son nom lui vient du général Jeronimo Treviño (es).
C'était à l'origine un ranch appelé "El Puntiagudo" (Le Pointu), donné à Juan Baptista Chapa le 14 janvier 1688. Francisco Chapa fonda la bourgade en 1705. La construction de la bourgade fut entérinée le 9 décembre 1868, le général Jeronimo Trevino étant gouverneur de l'État de Nuevo Leon. Il appartient aux villages fondés au XIXe siècle.
La raison principale de sa création était l'exploitation des ressources agricoles.

## Géographie
La municipalité est située au nord-est de l'État de Nuevo Leon, à une altitude de 188 mètres. 
Elle a une superficie de 391,8 kilomètres carrés.
Ses limites sont : 
- au nord et à l'ouest d'Agualeguas, Nuevo Leon et Mier, Tamaulipas ;
- au sud de Melchor Ocampo ;
- à l'est de Los Aldamas.

## Culture
Les aliments traditionnels de la municipalité sont le tamal, la carne seca et le cabrito.